# Новоселівка (Запорізький район)

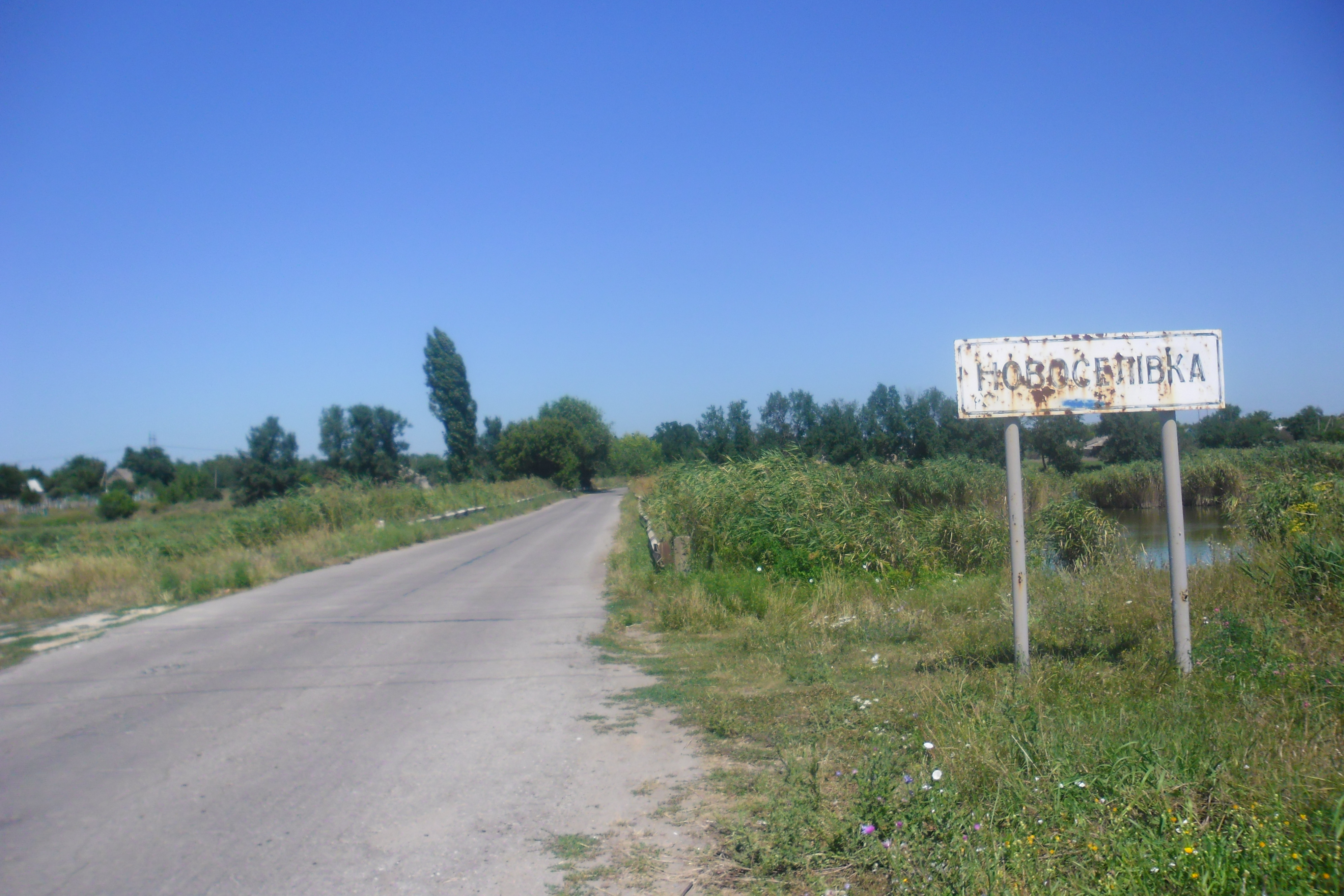
В'їзд у Новоселівку з боку м. Вільнянськ.

Новосе́лівка — село в Україні, в Запорізькому районі Запорізької області, колишня назва — Миргородщина.  До 2016 орган місцевого самоврядування — Павлівська сільська рада. Населення за переписом 2001 року становить 180 чол.

## Географія
Село Новоселівка знаходиться на правому березі річки Вільнянка, вище за течією на відстані 1,5 км розташоване село Біляївка, нижче за течією на примикає село Вільнянка, на протилежному березі - місто Вільнянськ. Річка в цьому місці пересихає, на ній зроблена загата.

## Історія
7 (20) листопада 1917 року, відповідно до Третього Універсалу Української Центральної Ради, увійшло до складу Української Народної Республіки.
Внаслідок поразки Перших визвольних змагань село увійшло до складу УСРР.
В 1932-1933 селяни пережили сталінський геноцид.
З 24 серпня 1991 року село входить до складу незалежної України.
12 червня 2020 року, відповідно до розпорядження Кабінету Міністрів України № 713-р «Про визначення адміністративних центрів та затвердження територій територіальних громад Запорізької області», село увійшло до складу Павлівської сільської територіальної громади.
19 липня 2020 року, в результаті адміністративно-територіальної реформи та ліквідації Вільнянського району, село увійшло до складу новоутвореного Запорізького району.

## Населення

### Мова
Розподіл населення за рідною мовою за даними перепису 2001 року:
| Мова       | Кількість | Відсоток |
| ---------- | --------- | -------- |
| українська | 161       | 89.44%   |
| російська  | 19        | 10.56%   |
| Усього     | 180       | 100%     |

## Фотогалерея

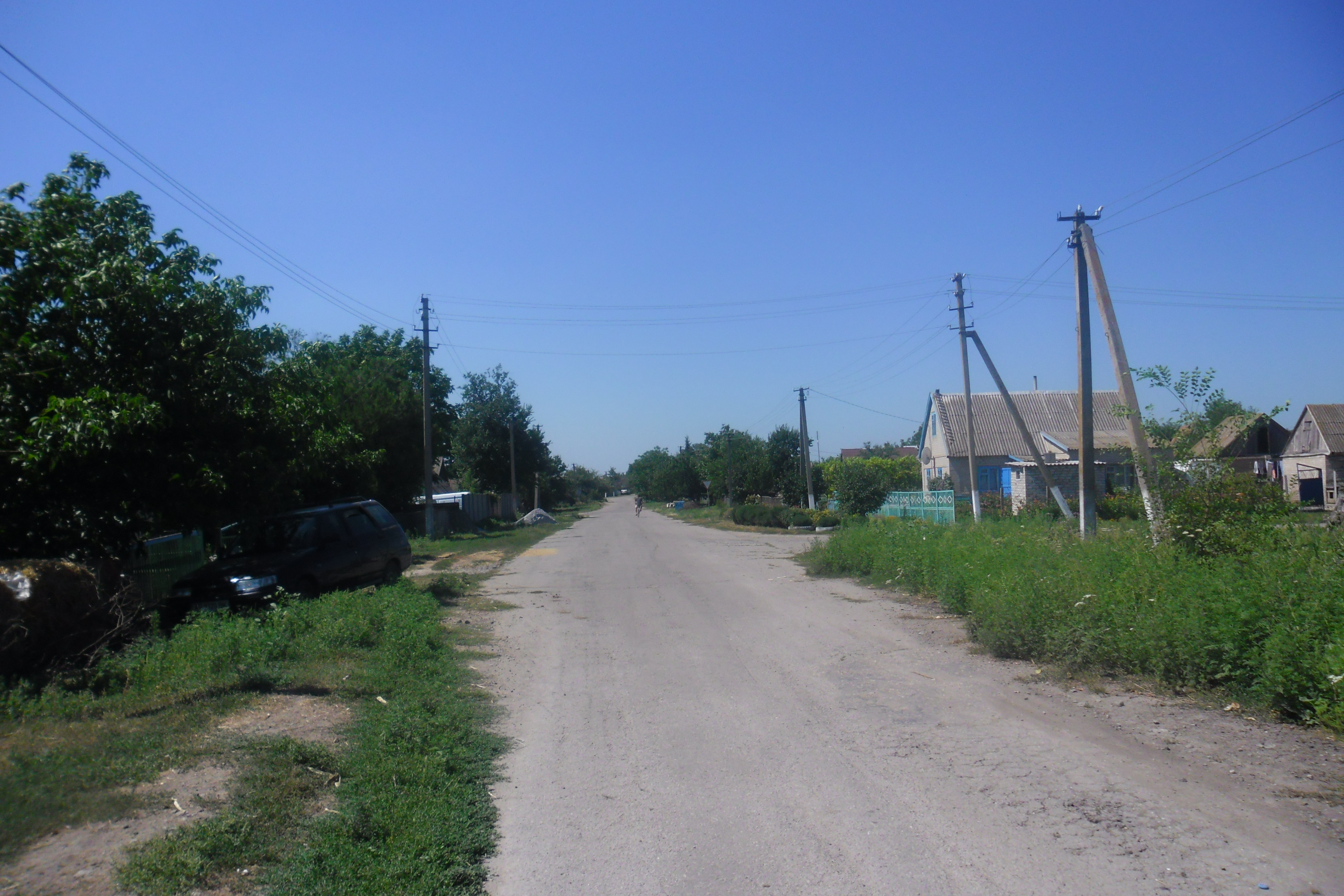
Вулиця Зарічна.
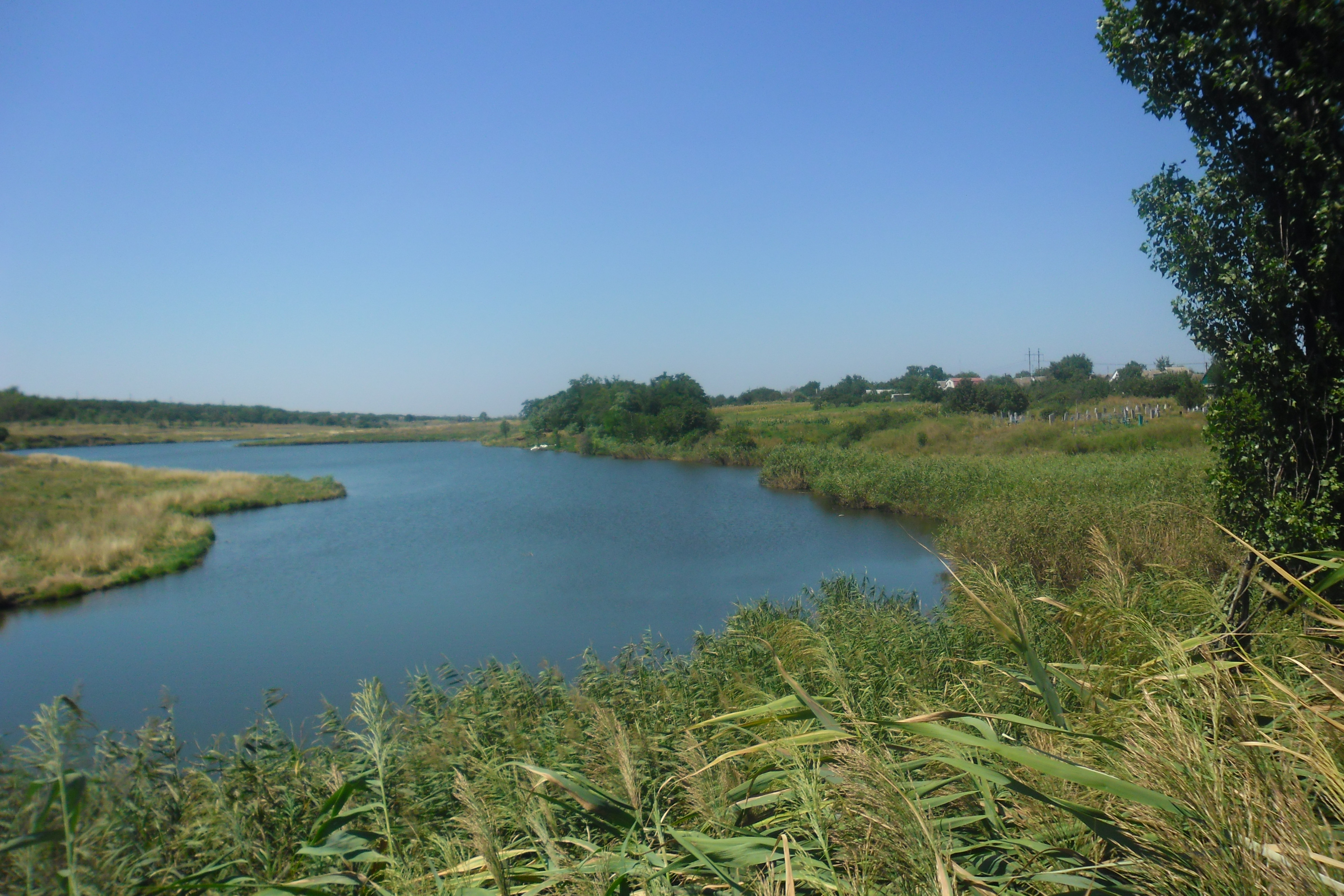
Річка Вільнянка відмежовує село від м. Вільнянськ.